# Emma Jackson
Emma Jackson (Brisbane, 20 de agosto de 1991) es una deportista australiana que compite en triatlón.
Ganó dos medallas de plata en el Campeonato Mundial de Triatlón por Relevos Mixtos, en los años 2015 y 2016, y una medalla de oro en el Campeonato de Oceanía de Triatlón de 2012. Además, obtuvo una medalla de plata en el Campeonato Mundial de Triatlón de Velocidad de 2011.

## Palmarés internacional
| Campeonato Mundial por Relevos Mixtos | Campeonato Mundial por Relevos Mixtos | Campeonato Mundial por Relevos Mixtos | Campeonato Mundial por Relevos Mixtos |
| Año                                   | Lugar                                 | Medalla                               | Prueba                                |
| ------------------------------------- | ------------------------------------- | ------------------------------------- | ------------------------------------- |
| 2015                                  | Hamburgo (Alemania)                   | Medalla de plata                      | Relevo mixto                          |
| 2016                                  | Hamburgo (Alemania)                   | Medalla de plata                      | Relevo mixto                          |
| Campeonato de Oceanía                 |                                       |                                       |                                       |
| Año                                   | Lugar                                 | Medalla                               | Prueba                                |
| 2012                                  | Devonport (Australia)                 | Medalla de oro                        | Individual                            |

| Campeonato Mundial | Campeonato Mundial | Campeonato Mundial | Campeonato Mundial |
| Año                | Lugar              | Medalla            | Prueba             |
| ------------------ | ------------------ | ------------------ | ------------------ |
| 2011               | Lausana (Suiza)    | Medalla de plata   | Individual         |